# Ни, Виктор Трофимович
Ви́ктор Трофи́мович Ни (10 декабря 1934, Владивосток — 6 декабря 1979, Тюмень) — советский художник, живописец и пейзажист, портретист, педагог.

## Биография
Виктор Трофимович Ни родился 10 декабря 1934 года в городе Владивостоке.
В 1952—1953 году работал в городе Темиртау на металлургическом комбинате и посещал художественную студию. В 1953—1958 году учился в Пензенском художественном училище им. К. А. Савицкого, окончил его с отличием и рекомендацией в ВУЗ. В 1958—1964 году успешно учился в Московском Художественном институте им. Сурикова.
С конца 1964 года жил в городе Оренбурге. В 1969 году вступил в Союз Художников СССР.
В 1974—1979 годах помимо творческой деятельности преподавал в Оренбургском художественном училище.
Умер 6 декабря 1979 года в г. Тюмени в возрасте 44 лет.

## Творчество
В картинах «Возвращение с поля», «Уборка капусты», «Вернулся солдат с войны», «Лето», «Комбайнёры» проявилось умение изображать будничные события жизни. Романтически возвышенным, лирическим отношением проникнуты картины: «Проводы. 1941-й г.», «Освобождение» и «1945 г. Возвращение». Не задуманные художником как триптих, они всё равно связаны единством темы.
В женских портретах «Женщина на фоне ковра», «Девушка у окна», «У окна. В Гурзуфе вечером» образы несколько идеализированы; каждый портрет имеет свою цветовую гамму, плавный ритм чистых линий.
6 декабря 1979 года В. Т. Ни умер в г. Тюмени во время работы Зональной выставки «Художники Урала». В этот же день пришло известие из Москвы, что документы на присвоение В. Ни звания Заслуженного художника готовы…
Произведения В. Ни разошлись по музеям страны и зарубежья: Третьяковская галерея, Русский музей, картинные галереи Уфы, Перми, Екатеринбурга, Челябинска, Германии, Франции, Бельгии, Австрии и др. Но самое большое собрание его картин в Оренбургском музее изобразительных искусств. Многие работы разошлись по частным коллекциям.

### Выставки
- 1986 год — Выставка «10 художников Оренбуржья», Московский центральный дом художника.
- 2000 год — Выставка «125 художников Оренбуржья», город Москва.
- 2001–2007 годы — «100 картин Оренбургских художников», город Оренбург[9].
- 2016 год — Лекция «Творчество оренбургского художника Виктора Ни»[10].
- 2019 год — Выставка «Виктор Ни»[11][12][13].